# هانغ أون
هانغ أون (بالإنجليزية: Hang-On)‏ ، هي لعبة فيديو آركيد أنجتها سيجا في عام 1985. في اللعبة يحرك اللاعب متسابق دراجات نارية، حيث يلعب ضد الوقت أو المتسابقين الآخرين المتحكمين آلياً. كانت اللعبة أيضاً مدمجة (Built-in) في بعض أنظمة سيجا ماستر سيستم.

## طريقة اللعب
تستخدم اللعبة منظور الشخص الثالث. يحرك اللاعب متسابق دراجات نارية في مضمار سباق مجزأ إلى أقسام، مع وجود عداد للوقت. يجب على اللاعب الوصول إلى نقطة التفتيش (Checkpoint) حتى يمدد الوقت في كل جزء من المضمار ليواصل التسابق، وإلا فيخسر مباشرة.

## كابينة الآركيد
تم إنتاج كابينتي آركيد للعبة. النوع الأول هو الجهاز العمودي الاعتيادي مع مقود للدراجة ورافعات فرامل بدلاً من عصا التحكم والأزرار. النوع الآخر كان مجسم لدراجة نارية شبه حقيقة يجلس عليها اللاعب أثناء اللعب. هذا الجهاز يعد الأول من نوعه الذي يستخدم الإحساس بالقوة. يجب على اللاعب القيام بميل الدراجة في الجهة المناسبة. وضعت الشاشة في الزجاجة الأمامية للدراجة (Windshield).

## الأجزاء التالية
في عام 1987 صدر جزء ثان للعبة باسم Super Hang-On لأجهزة الآركيد أيضاً، ولاحقاً للعديد من الأجهزة المنزلية مثل ميغا درايف، وزد إكس سبيكترم، وكومودور 64، وأمستراد سي بي سي، وأميغا، وأتاري إس تي. كما صدر جزء ثلاثي الأبعاد لجهاز سيجا ساترن باسم Hang-On GP. ظهرت اللعبة أيضاً في مجموعة Sega Arcade Gallery لجهاز غيم بوي أدفانس.

## وصلات خارجية
- هانغ أون على موقع IMDb (الإنجليزية)

- هانغ أون على موقع القائمة القاتلة لألعاب الفيديو
- Super Hang-On على موقع القائمة القاتلة لألعاب الفيديو
- هانغ أون على موبي غيمز
- Super Hang-On على موبي غيمز